# Herbert Neumann
Herbert Neumann (Colònia, 14 de novembre del 1953) és un entrenador i exjugador de futbol alemany. Durant la seva carrera, Neumann va jugar a l'1. FC Köln, a l'Udinese Calcio, al Bologna FC 1909, a l'Olympiakos FC, i al FC Chiasso.
Un cop es va retirar del futbol en actiu, Herbert Neumann va començar la seva carrera com a entrenador, desenvolupant la seva feina al FC Zürich, al RSC Anderlecht, a l'Istanbulspor, al NAC Breda, al SBV Vitesse, i al VVV-Venlo.